# 工事実績情報システム
工事実績情報システム（こうじじっせきじょうほうシステム、英名: Construction Records Information Systems、通称: CORINS、コリンズ）は、日本の公共機関（国、地方公共団体など）が発注する建設工事に関する実績情報のデータベースを構築し、各発注機関へ情報提供を行う情報システムのこと。
国土交通省所管の財団法人である日本建設情報総合センター（JACIC）が運営していた。現在は「コリンズ・テクリス」に移行している。

## 概要
発注機関は、工事発注に当たって競争入札を行う際に、指名競争入札においては入札対象となる建設業者を選定するに当たって類似工事の施工実績や評点を加味することがあるが、従来の手法であれば紙ベースが基本となっている受注記録を一つずつ検索する必要がある上、自らが発注した工事でしか検索ができなかった。このことから、類似工事の検索を容易にすると共に、工事実績情報の組織横断的な共有化を図る目的で構築された。
登録対象となる発注機関は国、地方公共団体の他、公共法人、公益法人、国土交通省所管の特殊会社（高速道路会社など）、公共公益施設の整備に関する事業を営む法人（鉄道事業者、電力会社、電気通信事業者など）となっている。なお、民間企業の場合は登録が任意であることが多い。

## 経緯
- 1993年（平成5年）12月 - 旧建設省に関する審議会である「中央建設業審議会」において、工事実績情報のデータベース整備の必要性を盛り込んだ建議がまとめられる。
- 1994年（平成6年）
  - 2月 - CORINS入力システムをリリース。旧建設省発注の請負金額5,000万円以上の直轄工事について、工事実績情報のデータベース登録が義務づけられる。
  - 3月 - 竣工時登録受付を開始。
  - 5月 - 発注者向けに、検索システムをリリース。
  - 7月 - ほとんどの都道府県・政令指定都市発注の請負金額5,000万円以上の建設工事について、CORINS登録が義務づけられる。
- 1995年（平成7年）4月 - 受注時・変更時登録受付を開始。
- 1997年（平成9年）
  - 4月 - 登録範囲を請負金額5,000万円以上から2,500万円以上に拡大。
  - 6月 - オンライン（電話回線）での登録開始。
- 2002年（平成14年）10月 - 請負金額500万円以上の工事について受注時登録受付を開始（簡易CORINS）。
- 2004年（平成16年）8月 - インターネットでの登録開始。インターネットでの検索サービスを開始。
- 2009年（平成21年）8月 - システムを一新。測量調査設計業務実績情報サービス（TECRIS）と統合し、「コリンズ・テクリス」に名称変更。インターネットでの直接入力・登録となる。請負金額が500万円以上2,500万円未満の工事についても、変更・竣工登録を開始。

## 登録の流れ
建設業者は、工事受注時に、以下の項目について専用のソフトウェアを使って登録データを作成し、これらのデータを記載した「工事カルテ」を発注機関に提出し、内容の確認を受けた後にJACICに工事カルテとデータを提出する。請負金額2,500万円以上の工事においては、工期・現場代理人・主任技術者・監理技術者の変更時、ならびに竣工時に修正データを提出する必要がある。
以前は専用のソフトウエアをクライアントにインストールする必要があったが、現在はWEBページにログインして行う形になっている。

### 主な登録項目
- 契約形態
- 工事件名（路線・水系名等、工事名）
- 施工場所
- 請負金額、工期
- 発注機関（コード、名称、担当部署、担当者名）
- 受注形態
- VE対象工事（対象の有無、方式、提案の採否）
- ISO対象工事
- 請負会社（名称、建設業許可番号、工事分野）
- 現場代理人・主任技術者・監理技術者（国家資格の種別、登録番号など）
- 技術データ